# Szápár
Szápár is een plaats (község) en gemeente in het Hongaarse comitaat Veszprém. Szápár telt 563 inwoners (2001).